# Jaderná elektrárna Akkuyu
Jaderná elektrárna Akkuyu (turecky Akkuyu Nükleer Güç Santrali) je jaderná elektrárna, která se staví na pobřeží Středozemního moře v jižní části Turecka v regionu Gülnar provincie Mersin. Jedná se o první jadernou elektrárnu v zemi. Elektrárna má disponovat celkem čtyřmi reaktory VVER-1200/509 generace III+, každý o výkonu 1114 MW.
Po svém uvedení do provozu bude jaderná elektrárna ročně vyrábět zhruba 35 TWh elektřiny, což přibližně odpovídá 90 % spotřeby města o velikosti Istanbulu. Z celkové spotřeby elektřiny v Turecku Akkuyu pokryje zhruba 10 %.

## Historie a technické informace

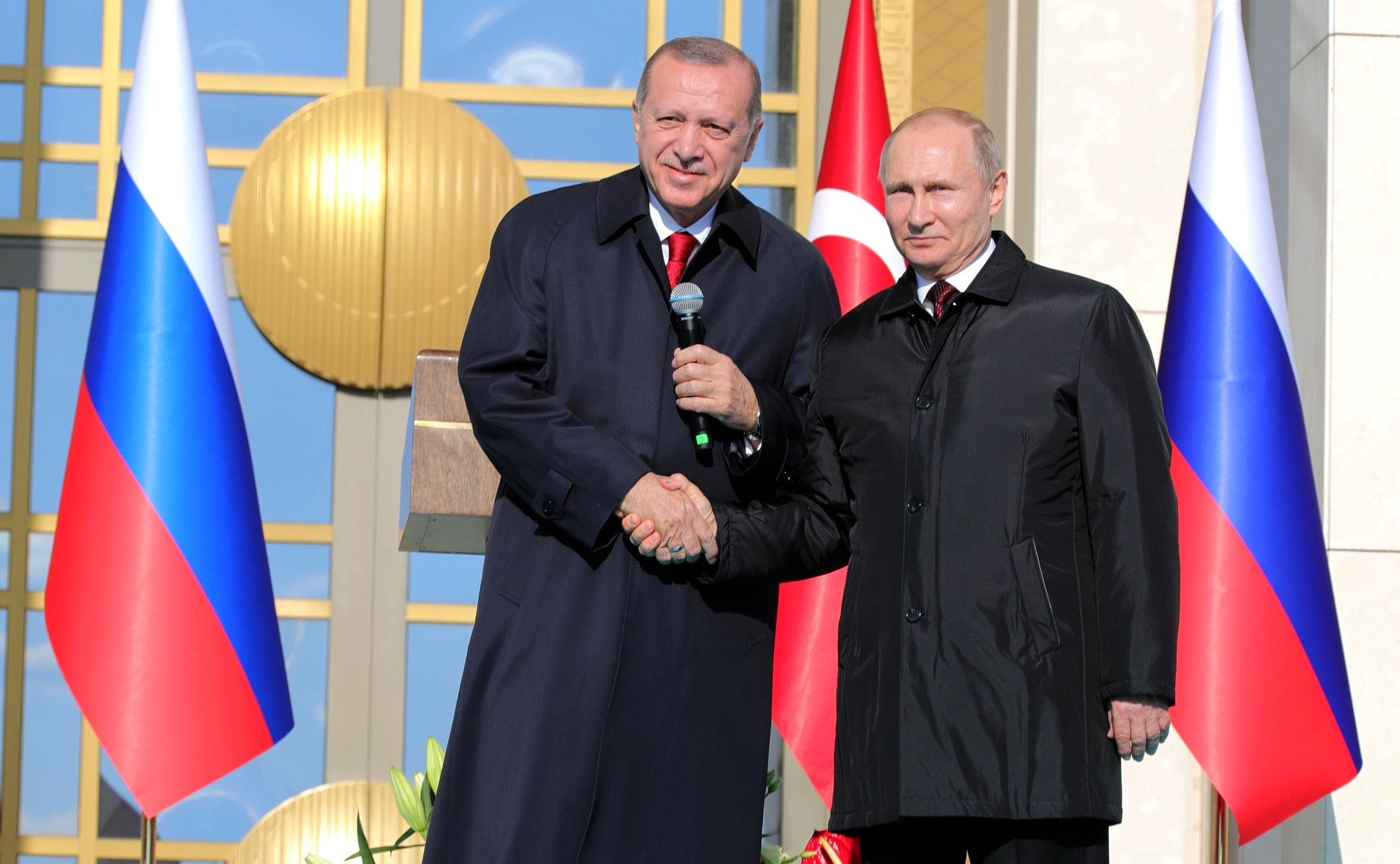
Recep Tayyip Erdoğan a Vladimir Putin při slavnostním zahájení stavby jaderné elektrárny Akkuyu dne 3. dubna 2018 v Ankaře

### Počátky
První plány na výstavbu jaderné elektrárny se v Turecku objevily už 60. letech 20. stol a první výzkumy spojené s výstavbou jaderných bloků začaly v roce 1965. Lokalita Akkuyu byla vybrána pro výstavbu jaderných bloků v roce 1976, avšak tehdejší plány nebyly z různých důvodů (financování, státní garance) realizovány.
O výstavbě elektrárny s reaktory VVER-1200/509 bylo rozhodnuto v květnu roku 2010, smlouvou mezi Tureckem a Ruskem. V prosinci 2010 byla kvůli výstavbě první jaderné elektrárny v Turecku založena společnost Akkuyu Nükleer. V roce 2014 vydalo turecké ministerstvo životního prostředí a územního plánování kladné stanovisko k hodnocení dopadu na životní prostředí.
V roce 2017 byla s americkou společností GE Steam Power podepsána smlouva na dodávku čtyř turbín Arabelle. Na začátku roku 2021 byl dodán první modul turbíny vyrobený v továrně GE ve francouzském Belfortu. Dodávka se uskutečnila 4 měsíce před plánovaným termínem.
Počáteční stavební povolení pro 1. blok bylo vydáno v říjnu 2017 a bylo důležitým krokem na cestě k finálnímu stavebnímu povolení. Zatím mohly začít stavební práce na všech částech elektrárny kromě jaderného ostrova. Výstavba byla oficiálně zahájena v dubnu 2018, kdy byl do základů reaktorové budovy odlit první beton. V březnu 2019 byla základová deska hotová a v březnu 2021 byly na staveništi hotové práce jako montáž lapače taveniny a betonáž druhého prstence vnitřního kontejnmentu.
První beton byl do 2. bloku odlit v červenci 2020. Betonování bylo hotové v červnu 2020 a práce pokračovaly sestavováním jednotlivých prstenců vnitřní ochranné obálky.
Stavební povolení pro 3. blok bylo vydáno v listopadu 2020 a výstavba začala v březnu 2021.
Žádost o stavební povolení pro 4. blok byla podána v květnu 2020 a na začátku roku 2021 v lokalitě probíhala příprava výkopů základové jámy.

### České dodávky
O dodávky pro tento projekt panuje velký zájem mezi českými firmami. Ucházejí se o řadu zakázek a některé z nich už uspěly.
Prvním přímým českým dodavatelem pro Akkuyu je ŽĎAS, který v roce 2019 získal zakázku na dodávku výkovků pro výrobu hlavních cirkulačních čerpadel. Objednávka je součástí souboru 400 výkovků o celkové hmotnosti přes 200 tun pro elektrárny Kurská, Leningradská a Akkuyu.
Výměníky pro dochlazování vody, která jde z turbíny, bude do Akkuyu dodávat třebíčská firma MICo. Jde o kontrakt v hodnotě nižších stovek milionů korun pro nejadernou část bloku (strojovnu).
Servopohony pro Akkuyu vyrábí středočeská ZPA Pečky, armatury opavská armaturka Arako a strojírenská skupina Sigma Group se účastní výběrového řízení na dodávku čerpadel.
Kromě dodávek pro generálního dodavatele jsou některé firmy do projektu zapojeny i z jiné strany. Například ÚJV Řež poskytuje tureckému jadernému dozoru TAEK technickou podporu při posuzování bezpečnostní zprávy a její divize Energoprojekt Praha poskytuje software pro hodnocení bezpečnostní dokumentace.

### Model realizace
Výstavba elektrárny probíhá podle modelu BOO (z anglického build-own-operate). Společnost Akkuyu Nükleer tak jaderné bloky projektuje a staví a v budoucnu je bude provozovat, udržovat, a nakonec i vyřazovat z provozu.
Klasickou praxí je to, že projektant a dodavatel je jiná společnost než vlastník a provozovatel. Akkuyu je první jadernou elektrárnou stavěnou podle modelu BOO.
Společnost Akkuyu Nükleer je dceřinou firmou Rosatomu. Podle podmínek smlouvy má Rosatom možnost odprodat až 49 % akcií tureckým investorům, zbývající podíl musí zůstat v jeho vlastnictví.
Z celkových 20 miliard dolarů, což je celková hodnota projektu Akkuyu, na začátku roku 2021 Rosatom držel 99,2 %.

## Informace o reaktorech
| Reaktor  | Typ reaktoru  | Výkon   | Výkon   | Zahájení stavby | Připojení k síti | Uvedení do provozu | Uzavření |
| Reaktor  | Typ reaktoru  | Čistý   | Hrubý   | Zahájení stavby | Připojení k síti | Uvedení do provozu | Uzavření |
| -------- | ------------- | ------- | ------- | --------------- | ---------------- | ------------------ | -------- |
| Akkuyu-1 | VVER-1200/509 | 1114 MW | 1200 MW | 3. 4. 2018      |                  | 2025               |          |
| Akkuyu-2 | VVER-1200/509 | 1114 MW | 1200 MW | 4. 4. 2020      |                  | 2027               |          |
| Akkuyu-3 | VVER-1200/509 | 1114 MW | 1200 MW | 10. 3. 2021     |                  | 2028               |          |
| Akkuyu-4 | VVER-1200/509 | 1114 MW | 1200 MW | 21. 7. 2022     |                  | 2029               |          |